# Instituto Superior de Lenguas
El Instituto Superior de Lenguas, conocido como ISL es un centro de enseñanza de idiomas, a nivel universitario, dependiente de la Facultad de Filosofía de la Universidad Nacional de Asunción. 
Es la única institución de la Universidad Nacional de Asunción que otorga el título de Licenciado en Lenguas a nivel universitario. 

## Historia
El Instituto Superior de Lenguas fue creado el 12 de abril de 1965 por Resolución Nº 123 del Rector de la UNA, Dr. Crispín Insaurralde y simultáneamente, bajo los auspicios de la Embajada de los Estados Unidos de América en Paraguay, se firmó un convenio para organizar y poner en marcha una licenciatura de estudios especializados en la enseñanza del Inglés como lengua extranjera y en la literatura y cultura de los Estados Unidos.
La Licenciatura en Lengua Francesa fue creada en 1971.
La Licenciatura en Lengua Guaraní se inicia en 1972 y en el año 1977 se creó la Licenciatura en Lengua Italiana, que estuvo en funcionamiento hasta 1983.
La Licenciatura en Lengua Alemana se creó en el año 1985.
La Licenciatura en Lengua Portuguesa se inicia en el año 2011.
En diciembre de 1999, el ISL pasó a depender académica y administrativamente de la Facultad de Filosofía de la Universidad Nacional de Asunción.
El ISL además es la única institución en el país, designada para examinar a los postulantes al título de Traductor Público mediante la Res. Nro 64/00 de la Dirección General de Educación Superior (MEC) sobre la base de un convenio entre el MEC y la UNA.
Se pretende dotar al egresado de las mejores herramientas lingüísticas y sociológicas, metodológicas, técnicas, científicas y culturales para lograr un profesional de alto nivel que responda a los delineamientos propuestos en los fines de la UNA.

## Carreras
Licenciaturas Independientes en:
- Lengua Inglesa.

- Lengua Alemana.

- Lengua Francesa.

- Lengua Guaraní.

- Lengua Portuguesa.

Duración de cada una de las licenciaturas:
Cuatro Años y la presentación escrita y defensa oral de una Tesina.

## Requisitos Académicos
El examen de ingreso es obligatorio para todas las licenciaturas. Las pruebas se realizan en la lengua seleccionada para el estudio e incluyen:
- Dominio del idioma a cursar.

- Pruebas evaluativas de comprensión oral y escrita.

- Expresión oral y escrita, redacción en la Lengua Castellana.

- El puntaje mínimo requerido para aprobar el Examen de Ingreso es de 60% en cada una de las pruebas que son de carácter eliminatorio.

- Presentación y defensa oral de Tesina: es de rigor la presentación y defensa de la Tesina al finalizar el cuarto curso para obtener el título de Licenciado en cualquiera de las licenciaturas.

## Cursos Especiales
- Traducción Inglés - Castellano

Duración:3 meses
- Traductor Público

El Instituto Superior de Lenguas ha sido designado como "Institución que examinará a los postulantes a obtener el título de TRADUCTOR PÚBLICO", mediante exámenes de traducción en diversas lenguas, con los cuales se establece la competencia de los postulantes como Traductores, estos exámenes se ofrecen cuatro veces al año.

## Publicaciones
Dos veces al año, el ISL publica Ñemitỹrã, revista académica sobre lengua, sociedad y educación.